# エスタジオ・オリンピコ・ジョアン・アベランジェ
エスタジオ・ニウトン・サントス（Estádio Nílton Santos）は、ブラジルのリオデジャネイロにある陸上競技場である。座席数は46,931名。

## 概要
同スタジアムは2007年パンアメリカン競技大会開催と2016年リオデジャネイロオリンピック招致の一環として2007年に完成した。
パンアメリカン競技大会では陸上競技とサッカーが行われた。また、ブラジル全国選手権1部のボタフォゴFRの本拠スタジアムでもある。マラカナンが、2014 FIFAワールドカップに向けての改修工事を行っていたことから、2012シーズンまではブラジル全国選手権1部のフラメンゴとフルミネンセが、暫定本拠スタジアムとしても使用していた。
2013年3月、スタジアムの構造に問題が発生したため2014年6月の時点では閉鎖されたが、収容人数を仮設の1万5000席を増やして国際基準の6万人規模になった。リオデジャネイロオリンピックでは陸上競技（ロードレースを除く）およびサッカー競技が行われた。建築界では全観客が徒歩で11分以内に避難可能にするのが常識だともいわれるが、計5カ所のらせん状（段差のない緩い坂道）の昇降口で四方を囲み、同8分間への短縮を目標に設計したという。